# Tublje pri Hrpeljah
Tublje pri Hrpeljah este o localitate din comuna Hrpelje-Kozina, Slovenia, cu o populație de 137 de locuitori.